# 공해수출
공해수출은 공해 규제가 엄격해 자기 나라에서 공장을 세우기 어려운 선진국의 기업이 해외, 특히 개발도상국에 진출하여 공해를 발생하는 행위를 말한다.
공해수출 하는 기업의 나라 입장에서는 공해를 일으키는 공장을 해외에 세우면 자국민의 생활환경을 지키는 것이 되므로 규제를 가하지 않고 권장하는 분위기다. 또한 개발도상국은 인건비와 세금이 낮고 주민들의 공해반대 운동이 약하여 기업의 입장에서는 장점이 많다. 개발도상국 또한 공해 문제를 생각하기 보다는 우선 빈곤문제를 해결하기 위해서 이러한 공장 입주를 환영한다.
피해가 큰 공해수출 사건으로는 인도에서 일어난 보팔 가스 사고, 일본기업인 가와사키 제철(현 가와사키 중공업)의 민다나오섬 소결공장 건설, 미크로네시아의 파라오 CTS 계획 등이 있다. 현재 대한민국의 부산에서 일본기업인 니치아스의 석면 공해 수출에 대하여 소송을 진행 중이다.
위와 같은 사례 외에도 공해수출로 이동된 화학 물질 때문에 크고 작은 사고들이 전 세계적으로 많이 발생하고 있다.

## 윤리적 쟁점
다국적 기업의 입장에서는 개발도상국은 인건비와 세금이 낮다는 점, 개발도상국 입장에서 다국적 기업을 유치함으로써 표면적으로는 경제적 효과를 누리게 된다는 서로의 이해관계가 들어 맞는다. 그렇기 때문에 개발도상국들은 환경오염 위험에 취약할 수밖에 없는 위치에 놓이게 되었다.
유해물질을 생산하는 선진국 다국적 기업들의 개발도상국 진출로 위험산업은 이들 국가에 집중되어 있으며, 선진국보다 안전시설이 부족하고 법적 규제가 제대로 이루어지지 않아 더욱 사고의 가능성이 크다. 또 선진국 기업들이 자국 내에서는 유통이 금지된 독성물질을 개도국에 수출하여 해당 개발도상국의 국민들이 피해를 입는 경우도 많다.
이러한 개도국의 입장을 고려하여 유해 화학물질과 살충제의 유통을 규제하는 협약이 체결되었다. 보팔참사가 일어난 때로부터 14년 후인 1998년 9월 11일 유해물질과 살충제에 관한 로테르담 협약(Rotterdam Convention on Harmful Chemicals & Pesticides)이 체결되었다. 이 협약은 특히 개발도상국에서 독성물질의 오용과 사고에 의한 누출로부터 사용자들의 건강과 환경을 보호하기 위해 체결된 협약이다.
로테르담 협약은 우선 국내적인 차원에서 화학물질의 안전한 이용을 증진시키고 유해 화학물질과 살충제의 수입을 규제하도록 규정하고 있다. 적어도 2개 국가 내에서 판매 금지 또는 제한되는 유해 화학물질과 살충제는 수입국가의 명시적인 승인이 없는 한 수출할 수 없도록 되어 있으며, 국내 생산도 중지된다.
이 협약은 50개국 이상이 비준하여야 발효되게 된다. 그 전 까지는 각 국가들의 자발적인 이행이 요구된다. 그렇지만 잠정적으로 FAO와 UNEP의 연합하여 PIC(Prior Informed Consent) 리스트에 오른 모두 22개 종목의 화학물질과 7개의 살충제를 수출금지 또는 제한 물질로 규제하고 있다.
대한민국에서는 1990년에 제정된 유해화학물질 관리법(1996년 개정)에 따라 유해 화학물질을 관리하고 있다. 대한민국에서 제조·수입·사용·판매되는 화학물질은 이 법에 따라 규제를 받고 있다.

## 공해수출의 피해 사례
- 보팔 가스 사고
- 니치아스 석면 공해